# Висота за густиною повітря
Висота за густиною повітря це барометрична висота з поправкою на відхилення температури від стандарту. Від цього параметра безпосередньо залежать льотно-технічні характеристики будь-якого літального апарату. Це еквівалентна висота, на якій повітряне судно "думає", що воно перебуває. Що вища висота за щільністю, то гірші характеристики літального апарата і навпаки.

## Розрахунок висоти за густиною за відомою барометричною висотою і відхиленням температури від стандартної атмосфери
Кожен градус відхилення температури від стандарту змінює висоту за щільністю на 120 футів. Зростає температура - зростає висота за щільністю і навпаки.
Щоб знайти висоту за густиною повітря, потрібно взяти барометричну висоту (у футах) і додати до неї (зі своїм знаком) відхилення температури від стандарту (у градусах Цельсія) помножене на коефіцієнт 120.